# Buwal
Le buwal (ou bual, gadala, ma buwal) est une langue tchadique de l'Extrême-Nord du Cameroun, parlée dans le département du Mayo-Tsanaga, particulièrement dans l'arrondissement de Mokolo, autour de Gadala et au sud de Mokolo, par environ 10 000 personnes (2004).

## Écriture
| a | b  | ɓ   | c | d  | ɗ  | e | ə  | f   | g  | gb | gh | ghw | gw | h | hw | j | k | kp | kw | l  |
| m | mb | mgb | n | nd | nj | ŋ | ŋg | ŋgw | ŋw | p  | r  | s   | sl | t | u  | v | w | y  | z  | zl |